# سند الهبة
سند الهبة (بالإنجليزية:Deed of gift) سند الهبة هو مستند قانوني موقع ينقل طوعًا وبدون تعويض ملكية الممتلكات الحقيقية أو الشخصية أو الفكرية - مثل هبة المواد - من شخص أو مؤسسة إلى أخرى. يجب أن يتضمن أي شروط محتملة تحدد الوصول والاستخدام والحفظ ، إلخ. من الهدية ، على الرغم من أن المؤسسات المتلقية تثبطها بشكل عام.